# Grand Prix moto des États-Unis 2008
Le Grand Prix moto des États-Unis 2008 est la onzième manche du championnat du monde de vitesse moto 2008. La compétition s'est déroulée du 18 au 20 juillet 2008 sur le circuit de Laguna Seca.
C'est la 15e édition du Grand Prix moto des États-Unis et la 12e édition comptant pour les championnats du monde.
Seule la catégorie MotoGP a participé à cette course.

## Résultat des MotoGP
| Pos. | No | Pilote           | Constructeur | Tours | Temps           | Grille | Points |
| ---- | -- | ---------------- | ------------ | ----- | --------------- | ------ | ------ |
| 1    | 46 | Valentino Rossi  | Yamaha       | 32    | 44 min 04 s 311 | 2      | 25     |
| 2    | 1  | Casey Stoner     | Ducati       | 32    | +13 s 001       | 1      | 20     |
| 3    | 7  | Chris Vermeulen  | Suzuki       | 32    | +26 s 609       | 8      | 16     |
| 4    | 4  | Andrea Dovizioso | Honda        | 32    | +34 s 901       | 9      | 13     |
| 5    | 69 | Nicky Hayden     | Honda        | 32    | +35 s 663       | 3      | 11     |
| 6    | 14 | Randy de Puniet  | Honda        | 32    | +37 s 668       | 6      | 10     |
| 7    | 24 | Toni Elias       | Ducati       | 32    | +41 s 629       | 10     | 9      |
| 8    | 11 | Ben Spies        | Suzuki       | 32    | +41 s 927       | 13     | 8      |
| 9    | 52 | James Toseland   | Yamaha       | 32    | +43 s 019       | 5      | 7      |
| 10   | 56 | Shinya Nakano    | Honda        | 32    | +44 s 391       | 12     | 6      |
| 11   | 12 | Jamie Hacking    | Kawasaki     | 32    | +46 s 258       | 17     | 5      |
| 12   | 50 | Sylvain Guintoli | Ducati       | 32    | +55 s 273       | 14     | 4      |
| 13   | 15 | Alex De Angelis  | Honda        | 32    | +55 s 521       | 16     | 3      |
| 14   | 5  | Colin Edwards    | Yamaha       | 32    | +1 min 02 s 380 | 7      | 2      |
| 15   | 65 | Loris Capirossi  | Suzuki       | 32    | +1 min 08 s 207 | 11     | 1      |
| 16   | 33 | Marco Melandri   | Ducati       | 32    | +1 min 10 s 962 | 15     |        |
| 17   | 13 | Anthony West     | Kawasaki     | 31    | +1 tour         | 18     |        |
| Ab.  | 48 | Jorge Lorenzo    | Yamaha       | 0     | Accident        | 4      |        |